# Lhota pod Strání
Lhota pod Strání je historická osada, část královéhradecké čtvrti Třebeš, leží v údolí pod kopcem sv. Jana směrem k centru města. Z historických památek se zde nachází pískovcový kříž z roku 1857 a zvonice se zvonem z roku 1919.

## Historie
Obec byla obývána již v prehistorických dobách, o čemž svědčí řada archeologických nálezů. Nejčastěji se v její blízkosti nacházely neolitické kamenné sekery. V raném středověku zde byla lokalita Hrdlořezy, kterou Václav IV. v roce 1395 připojil k městu Hradec Králové. Poslední zmínka o ní pochází z roku 1451.
V té době se v okolí nacházela už nová osada – Lhotka u Hrdlořez. V roce 1495 vypukl konflikt mezi městem a Vojislavem z Kunčí provázený neustálými spory o vlastnictví této vesnice. Spor nakonec skončil vítězstvím města, protože prokázalo, že osada byla získána nespravedlivě díky podpoře krále Vladislava Jagellonského.
V roce 1506 byla obec nazývána Lhotkou, o dvanáct let později Lhotou a v roce 1523 Lhotou Hrdlovou. Tento název získala, protože se poblíž ní nacházela městská šibenice, která byla zbourána až 18. srpna 1788. Stejný původ má také jiný její název – Lhota za šibenicí, který se poprvé objevuje v dokumentech roku 1541.
V letech 1546–1547 došlo k vzpouře královských měst, která se postavila proti své účasti na potlačení války se Šmalkaldským spolkem v Německu, a mezi nimi byl i Hradec Králové. Bitva u Mühlberka v roce 1547 ale byla příčinou konce povstaleckého hnutí, majetek města byl poté konfiskován a vesnice byla obnovena až v roce 1549.
Současné jméno – Lhota pod Strání – osada nese od roku 1614. V té době zde byla hospoda hradeckého měšťana Jana Jiskry ze Sobince. Pak přišla třicetiletá válka a v roce 1636 Lhotu vypálila saská armáda. V důsledku toho byla silně poničena a prakticky vylidněna. Od té doby se jmenovala Lhota spálená a k roku 1654 již nebyla obývána. Ve druhé polovině 17. století se jmenovala Lhota Stránská a teprve v roce 1710 tu žili tři rolníci, šest chalupářů a jeden čeledín.
Vypuknutí války o rakouské dědictví opět ohrozilo rozvoj osady. V roce 1745 se Lhota stala sídlem velitele rakouské armády Karla Lotrinského a v roce 1758 sem přišla pruská armáda pod velením krále Fridricha II. a založila zde opevněný tábor. V roce 1772 byla osada začleněna do nově vzniklé farnosti při kostele sv. Antonína.
Obec měla svého šoltyse. V roce 1795 jím byl Václav Kotek a jeho odměna byla pevně stanovena na 12 zlatých. V roce 1831 to byl Václav Mach, v roce 1839 Josef Košťál a v roce 1840 Josef Vacek. O sedm let později požádal Jan Dvorský o propuštění z funkce, ale nikdo se o jeho návrh nezajímal. Proto byla tato funkce předána Janu Pochybovi, novohradeckému šoltysovi. V roce 1848 jako šoltys působil Josef Pešek.
V roce 1842 postavil Jan Hanke malý mlýn, který byl závislý na vodním zdroji Rozárka na kopci sv. Jana, ale v roce 1855 byl rozebrán a zůstala po něm jen stavba domu. O sedm let později Lhota přestala být podřízena městu Hradec Králové, spolu s obcemi Třebeš a její další osadou Kopec Svatého Jana vytvořily společnou politickou a katastrální obec. Lhota se stala jejím sídlem a zůstala v jejím rámci až do sloučení s městem Hradec Králové. V roce 1910 zde žilo 156 obyvatel. V roce 1940 Lhota od města získala nový hasičský vůz. O několik let později (po roce 1950) zdejší osídlení zaniklo kvůli výstavbě sídliště Moravské Předměstí, z něhož vznikla nová čtvrť města.